# Народна рада
Народна Рада — парламентская оппозиция в Верховной Раде Украины в 1990—1994 годах. Противостояла коммунистическому парламентскому большинству — группе «За суверенную Советскую Украину».
Сформировалась Народна Рада в конце мая 1990 года из членов Демократического блока, в её состав вошло 125 парламентариев.
Главой Рады стал И. Юхновский, заместителями — Л. Лукьяненко, П. Павлычко, А. Емець и В. Филенко, секретарём — Л. Танюк.
Деятельность Народной Рады оказала большое влияние на принятие Декларации о государственном суверенитете Украины и Акта провозглашения независимости Украины.